# 周里
周里（1903年11月25日—2000年5月22日），原名周策海、周礼，男，湖南酃县人，中华人民共和国政治人物。

## 生平
1927年6月加入中国共产党，是中共十三次、十四次、十五次全国代表大会特邀代表，第三、五届全国人大常委会委员。中华人民共和国成立前，任中共湖南地下党组织最高领导机关——湖南省工委书记等职。1949年后历任中共湖南省委组织部部长、常委、副书记；湖南省人民委员会副省长；湖南省政协主席等职。2000年5月22日在长沙逝世。